# Diabrotica tibialis
Diabrotica tibialis är en skalbaggsart som beskrevs av Martin Jacoby 1887. Diabrotica tibialis ingår i släktet Diabrotica och familjen bladbaggar. Inga underarter finns listade i Catalogue of Life.